# Northern Bright
Northern Bright (écrit en capitales : NORTHERN BRIGHT) est un groupe de rock japonais formé de trois membres, créé en 1997. Il signe en 1998 sur le label Sony Music Records, puis en 2000 sur le label affilié DefSTAR Records. Son single de 2004 Straight from my Heart sert de thème de fin de la série anime Get Ride! AM Driver (en). En 2007, il collabore avec Ami Suzuki sur un titre de son album Connetta.

## Membres
- Hitoshi Arai (新井仁?) - Chant et guitare
- Masashi Shimada (島田正史?) - Basse
- Hideki "Gen" Hara (原"GEN"秀樹?) - Batterie

## Discographie

### Singles
- NORTHERN BRIGHT (1998)
- My Rising Sun (1999)
- SUGAR & SPICE (1999)
- WILDFLOWER (1999)
- ADVENTURE (2000)
- MY RISING SUN (2000)
- PULP FLAVOUR (2001)
- COME ON,NOW!(2002)
- END OF LONG HOT SUMMER 2002 (2002)
- YOUNG LOVERS (2003)
- SHOOTING FROM THE SHINING STAR (2003)
- HAPPINESS 岡村靖幸 remix (2004)
- STRAIGHT FROM MY HEART (2004)

### Albums
- NORTHERN SONGS (2000)
- LONG PLAY:FROM OUR ROOM TO YOUR LIFETIME (2003)
- A GENERATION AGO TODAY (2003)
- Seven Colours Gradations (2004)
- "Marine Day" acoustic live@Udagawa Sweets (2004)
- NORTHERN BRIGHT Live@CHELSEA HOTEL (2008)

### DVD
- NORTHERN FILMS (2000)